# A Trick of the Tail
《A Trick of the Tail》은 영국의 프로그레시브 록 밴드 제네시스의 일곱 번째 스튜디오 음반이다. 1976년 2월 13일, 카리스마 레코드를 통해 발매되었으며, 피터 가브리엘이 떠난 후 드러머 필 콜린스가 리드 보컬로 참여한 첫 번째 음반이었다. 그것은 영국과 미국에서 각각 3위와 31위에 오르며 비평적이고 상업적인 성공을 거두었다.
가브리엘이 밴드를 떠나기로 결정한 후, 나머지 멤버들은 계속해서 성공적인 곡을 쓰고 녹음할 수 있다는 것을 보여주기를 원했다. 이 그룹은 1975년 중반 동안 새로운 곡을 쓰고 리허설을 했고, 대체 프론트맨을 위한 수많은 오디션 테이프를 들었다. 그들은 10월에 프로듀서 데이비드 헨첼과 함께 트라이던트 스튜디오에 들어가 누가 리드 보컬을 할 것인지에 대한 결정적인 생각 없이 음반을 녹음했다. 가수를 찾는 것이 성과가 없는 것으로 판명된 후, 콜린스는 〈Squonk〉를 부르도록 설득당했고, 연주가 너무 강해서 음반의 나머지 부분에서 리드를 불렀다.
발매와 동시에 비평가들은 향상된 음질과 음악의 질을 희생하지 않고 가브리엘의 상실에서 살아남는 그룹의 능력에 감명을 받았다. 그룹은 콜린스를 프론트맨으로, 빌 브루포드를 추가 드러머로 하여 투어를 떠났고, 그 결과 미국에서의 공연은 제네시스의 인지도를 높였다. 이 음반은 2007년 보너스 트랙이 포함된 디럭스 패키지를 포함하여 여러 차례 CD로 재발매되었다.

## 배경
창립 멤버이자 리드 싱어인 피터 가브리엘은 1974년 말에 음반 《The Lamb Lies Down on Broadway》 투어 도중에 제네시스를 떠나기로 결정했다. 그의 밴드 동료들은 그가 여전히 빚을 지고 있고 그의 탈퇴가 밴드의 미래를 파괴할 수 있다고 느꼈기 때문에 그가 재고하기를 바랬지만, 결국 그가 탈퇴하는 것을 받아들였다. 나머지 멤버들은 음악적으로 계속 협력하기를 원했고, 언론인들과 비평가들에게 그들이 주로 여전히 좋은 음악을 만들 수 있는 작곡 팀이었다는 것을 보여주었다. 키보디스트 토니 뱅크스는 개인적으로 가브리엘과 친했고, 그의 가장 친한 친구들 중 한 명을 덜 만나는 것 외에도 밴드가 갈라지는 것을 원하지 않았다. 그는 새로운 제네시스 음반에 사용되어야 한다고 결정하기 전에 가능한 솔로 프로젝트를 위해 많은 곡을 썼다.
투어가 끝난 후 기타리스트 스티브 해킷은 기타리스트이자 베이시스트인 마이크 러더퍼드, 드러머 필 콜린스와 함께 솔로 음반 《Voyage of the Acolyte》를 녹음했다. 그는 1975년 7월에 나머지 그룹 멤버들과 재회했다. 뱅크스와 러더퍼드는 비평가들과 팬들이 가브리엘의 탈퇴를 받아들일 수 있도록 새로운 자료를 쓰고 녹음하는 데 특히 열심이었다. 이 그룹은 액턴의 지하 스튜디오에서 리허설을 시작했고, 빠르게 그들이 만족하는 자료를 썼지만, 아직 대체 리드 싱어를 찾지 못했다. 그들은 음악지 《멜로디 메이커》에 "제네시스형 그룹을 위한 가수"라는 익명의 광고를 냈고, 약 400건의 답장을 받았다. 일부 지원자들은 가브리엘이 무대에서 했던 것처럼 의상을 입고 마스크를 쓴 사진을 보냈다. 리허설 몇 주 후, 멜로디 메이커는 가브리엘이 밴드를 떠난 것을 알게 되었고, 그들의 이야기는 8월 16일자 1면을 장식했는데, 여기서 기자 크리스 웰치는 제네시스가 죽었다고 선언했다. 그 그룹은 그들이 헤어지는 것을 부인하기 위해 음악 신문에 말했고 그들은 새 음반을 썼고 녹음되기를 기다리고 있다고 설명했다.

## 반응
| 전문가 평가                   | 전문가 평가 |
| 평가 점수                     | 평가 점수   |
| 출처                          | 점수        |
| ----------------------------- | ----------- |
| AllMusic                      | [ 10 ]      |
| Q                             | [ 11 ]      |
| Uncut                         | [ 12 ]      |
| The Rolling Stone Album Guide | [ 13 ]      |
| The Music Box                 | [ 14 ]      |

《A Trick of the Tail》은 음악 비평가들로부터 긍정적인 반응을 얻었는데, 그들은 그 그룹이 가브리엘의 탈퇴에서 살아남을 수 있을 뿐만 아니라 여전히 좋은 음반을 전달할 수 있다는 것에 감명받았다. 헨첼의 프로듀싱 능력 덕분에 이전 음반보다 음질이 향상되었다. 이 음반은 영국에서 39주 동안 차트에 남아 3위에 올랐고, 미국에서는 31위에 올랐다. 이 음반은 6월에 영국 축음기 협회에 의해 영국에서, 1990년 3월에 미국 음반 산업 협회에 의해 미국에서 골드 인증을 받았다. 이 음반은 39주 동안 영국 차트에 머물렀고 가브리엘이 떠날 때까지 그들이 축적한 40만 달러 상당의 부채를 상당 부분 회수했다.
그들의 경력에서 처음으로, 제네시스는 그들의 노래를 위한 홍보 비디오를 촬영했다. 첫 번째로 촬영된 것은 타이틀 곡이었는데, 이 곡은 피아노와 기타를 타고 깡충깡충 뛰어다니는 미니어처 콜린스의 합성 사진을 포함하여 밴드가 함께 피아노 주위에서 노래에 맞춰 연주하는 것을 특징으로 한다. 이 그룹은 또한 〈Ripples...〉와 〈Robbery, Assault and Battery〉의 홍보 영화를 제작했다.

## 곡 목록
| #  | 제목                   | 작사·작곡                                            | 재생 시간 |
| -- | ---------------------- | ---------------------------------------------------- | --------- |
| 1. | 〈Dance on a Volcano〉 | 마이크 러더퍼드, 토니 뱅크스, 스티브 해킷, 필 콜린스 | 5:55      |
| 2. | 〈Entangled〉          | 해킷, 뱅크스                                         | 6:27      |
| 3. | 〈Squonk〉             | 러더퍼드, 뱅크스                                     | 6:29      |
| 4. | 〈Mad Man Moon〉       | 뱅크스                                               | 7:36      |

| #  | 제목                             | 작사·작곡                      | 재생 시간 |
| -- | -------------------------------- | ------------------------------ | --------- |
| 1. | 〈Robbery, Assault and Battery〉 | 뱅크스, 콜린스                 | 6:16      |
| 2. | 〈Ripples...〉                   | 러더퍼드, 뱅크스               | 8:06      |
| 3. | 〈A Trick of the Tail〉          | 뱅크스                         | 4:35      |
| 4. | 〈Los Endos〉                    | 콜린스, 해킷, 러더퍼드, 뱅크스 | 5:46      |

## 인증
| 국가                                                  | 인증     | 판매량/출하량 |
| ----------------------------------------------------- | -------- | ------------- |
| 캐나다 (뮤직 캐나다)                                  | 플래티넘 | 100,000^      |
| 프랑스 (SNEP)                                         | 골드     | 100,000*      |
| 영국 (BPI)                                            | 골드     | 100,000^      |
| 미국 (RIAA)                                           | 골드     | 500,000^      |
| *판매량을 기반으로 한 인증 ^출하량을 기반으로 한 인증 |          |               |